# ليندسي ألي
ليندسي ألي (بالإنجليزية: Lindsey Alley)‏ هي كاتبة سيناريو وممثلة أمريكية، ولدت في 6 ديسمبر 1977 في ليكلاند في الولايات المتحدة.

## وصلات خارجية
- ليندسي ألي على موقع IMDb (الإنجليزية)
- ليندسي ألي على موقع تيرنر كلاسيك موفيز (الإنجليزية)
- ليندسي ألي على موقع قاعدة بيانات الفيلم (الإنجليزية)
- ليندسي ألي على موقع كينوبويسك (الروسية)